# Atropacarus antrosus
Atropacarus antrosus är en kvalsterart som beskrevs av Wojciech Niedbała 2003. Atropacarus antrosus ingår i släktet Atropacarus och familjen Phthiracaridae. Inga underarter finns listade.